# Wojciech Nowacki (samorządowiec)
Wojciech Nowacki  (ur. 14 lutego 1958 w Bydgoszczy, zm. 12 grudnia 2021 w Bydgoszczy) – polski dziennikarz i samorządowiec. W latach 2006–2010 wiceprezydent Bydgoszczy, twórca regionalnego portalu informacyjnego bydgoszcz24.pl.

## Życiorys
Absolwent VI LO w Bydgoszczy. Studia magisterskie ukończył na Uniwersytecie Warszawskim – na Wydziale Prawa (1978-1983). W młodości czynnie uprawiał sport. Był mistrzem Polski juniorów w skoku o tyczce. Po zakończeniu studiów odbył – zakończoną egzaminem – pozaetatową aplikację sędziowską, a ponieważ na pracę w sądzie nie mógł w tamtym czasie liczyć, podjął pracę w Ilustrowanym Kurierze Polskim (IKP). Żywo interesował się tym, co się działo poza oficjalnym nurtem, czyli w antykomunistycznym i niepodległościowym podziemiu. W 1989 roku został sekretarzem redakcji „Tygodnika Obywatelskiego Solidarność".

### Działalność samorządowa
W 1990 r. znalazł się wśród założycieli Porozumienia Centrum (PC), którego członkowie nie aprobowali polityki „grubej kreski”. W 1991 roku rozpoczął pracę u boku pierwszego niekomunistycznego wojewody bydgoskiego. Kierował  Kujawsko-Pomorskim Urzędem Wojewódzkim do wygranych przez SLD wyborów parlamentarnych w 1993 r.
Przygotował program wyborczy dla koalicji prawicowych ugrupowań, które startowały w wyborach samorządowych w Bydgoszczy w 1994 r. – pod szyldem: „Przymierze dla Bydgoszczy”. Program ten zawierał m.in. postulat upowszechnienia własności poprzez sprzedaż lokali komunalnych ich najemcom za 10% wartości. „Przymierze”  wygrało wybory i objęło rządy w mieście, a Wojciech Nowacki zyskał mandat radnego. Przez rok pełnił też funkcję członka zarządu miasta.
W 1996 r. zmienił przynależność partyjną. Został członkiem, a następnie  prezesem okręgu kujawsko-pomorskiego Unii Polityki Realnej. Bez sukcesu kandydował do rady miasta w wyborach samorządowych w 1998 r.
Mandat radnego zdobył w kolejnych wyborach komunalnych w Bydgoszczy w 2002 r. (z list Prawa i Sprawiedliwości startowali wówczas do rady miasta przedstawiciele różnych ugrupowań poza PO i SLD). W następnych wyborach samorządowych w 2006 r. ponownie zdobył mandat radnego. W grudniu 2006 r. zrezygnował z pełnienia mandatu, żeby objąć funkcję wiceprezydenta Bydgoszczy. Wtedy też wystąpił z UPR, gdyż uznał, że powinien należeć do partii, która go rekomendowała na to stanowisko, czyli do Prawa i Sprawiedliwości. W 2009 r. wstąpił do „Klubu Konstantego Dombrowicza”- ówczesnego prezydenta Bydgoszczy.

### Działalność dziennikarska
W 2011 r. założył regionalny portal informacyjny – bydgoszcz24.pl. Ekipę redakcyjną stworzył z uznanych twarzy lokalnego dziennikarstwa, m.in.: Krzysztofa Derdowskiego, Pawła Skuteckiego i Ewy Starosty.
W okresie swoistego monopolu medialnego władz miejskich w Bydgoszczy (PO), założony przez Nowackiego portal informacyjny był jedynym źródłem niezależnych informacji w regionie. To na łamach bydgoszcz24.pl ujawniano nadużycia lokalnej władzy. Światło dzienne ujrzały tam m.in.: sprawa wicedyrektor Miejskiego Centrum Kultury w Bydgoszczy (MCK) – Olgi Marcinkiewicz, przeciwko której w tym samym czasie dochodzenie prowadziła prokuratura – w sprawie wyłudzeń i nadużyć finansowych w Krakowskiej Galerii Turleja; malwersacje podatkowe posła Pawła Olszewskiego (PO); wiadomości o fałszywych informacjach w oświadczeniach majątkowych dyrektor MCK Marzeny Matowskiej (PO); oraz proces angażowania w bydgoskich instytucjach kultury osób z prawomocnymi wyrokami sądowymi – m.in. sprawa Karola Zamojskiego z MCK.

## Nagrody i wyróżnienia
W 2015 r. został uhonorowany statuetką „Za twórczy wkład w kulturę chrześcijańską” – w kategorii „Organizator kultury” – wręczoną podczas obchodów XXXIV Tygodnia Kultury Chrześcijańskiej w Bydgoszczy.